# Bernhardshellchen
Das Bernhardshellchen in Rottenberg, einem Gemeindeteil der Marktgemeinde Hösbach im unterfränkischen Landkreis Aschaffenburg in Bayern, ist ein Bildstock, der von Bernhard Steigerwald, dem Pächter des Steinbruchs am Gräfenberg errichtet wurde. Er wurde dort 1886/1887 bei einem Felseinsturz verschüttet und wurde nur leicht verletzt. Aus Dankbarkeit errichtete er 1892 einen Bildstock, lokal als „Hellchen“ bezeichnet. Das Hellchen zeigt eine Pietà. Es ist ein Baudenkmal und trägt in der Bayerischen Denkmalliste die Nr. D-6-71-130-39. Am Hellchen pflanzte er eine Baumgruppe mit einer heute markanten Linde (als Naturdenkmal geschützt).